# Arnaud Denjoy
Arnaud Denjoy, né le 5 janvier 1884 à Auch et mort le 21 janvier 1974 dans le 11e arrondissement de Paris, est un mathématicien français, auteur d'une théorie de l'intégration originale.

## Biographie

La construction de l'exemple de Denjoy de l'homéomorphisme d'un cercle avec un nombre de rotation irrationnel, qui n'est pas équivalent à la rotation

### Études
Arnaud Denjoy est le fils d'un négociant en vins de Perpignan originaire de Cadeilhan (Gers) et d'une mère originaire de Vendôme (Loir-et-Cher). Il fait ses études secondaires au lycée d'Auch, jusqu'en troisième, puis à Montpellier. Après l'obtention des baccalauréats des lettres et des sciences, il suit la classe de mathématiques spéciales à l'issue de laquelle il est admis à l'École normale supérieure. Il y étudie de 1902 à 1905 et y suit les cours d'Émile Borel et de Paul Painlevé, ainsi qu'à la faculté des sciences de l'université de Paris, où il suit les cours de calcul différentiel et intégral d'Édouard Goursat et ceux de mécanique rationnelle de Paul Appell. Il obtient les licences des sciences mathématiques et physiques en 1904.

### Carrière académique
Lauréat du concours d'agrégation de mathématiques l'année suivante, il n'enseignera cependant jamais en lycée. Il devient pensionnaire de la fondation Thiers pour préparer le doctorat des sciences mathématiques. Il soutient ses thèses devant la faculté des sciences de l'université de Paris en 1909. Il est ensuite nommé maitre de conférences à l'université de Montpellier. Durant la Grande guerre, il est mobilisé dans le service auxiliaire en raison de sa mauvaise vision et en 1917 est mis en sursis d'appel et envoyé en mission aux Pays-Bas où la chaire de théorie des fonctions de l'université d'Utrecht lui a été proposée. En 1919, il est nommé professeur de mathématiques générales à la faculté des sciences de l'université de Strasbourg, mais est maintenu en mission à Utrecht. En février 1922, il est chargé à la faculté des sciences de l'université de Paris du cours de mathématiques générales (en remplacement de Paul Montel, suppléant Élie Cartan, lui-même suppléant de Paul Painlevé), puis du cours de mécanique analytique et mécanique céleste (chaire de Paul Painlevé), puis nommé maitre de conférences de calcul différentiel et intégral en 1925 en remplacement de Gaston Julia. Il obtient le titre de professeur sans chaire puis succède en 1931 à Gaston Julia comme titulaire de la chaire de mathématiques générales (René Garnier lui succède comme maitre de conférences). Deux ans plus tard, il est transféré dans la chaire de calcul différentiel et intégral, puis en 1933 dans la chaire d'application de l'analyse à la géométrie. Il occupe ensuite de 1940 à 1946 la chaire de géométrie supérieure, puis celle de théorie des fonctions et topologie jusqu'à sa retraite en 1955.
Influencé par son professeur, Émile Borel, il se consacre surtout à la théorie des fonctions de la variable réelle. En 1942, il est élu membre de l'Académie des sciences, dont il est président en 1962. Il obtient la médaille Lomonosov en 1970. Son épouse est décédée en 1991.

## Publications choisies
- « Une extension de l'intégrale de Lebesgue », Comptes rendus de l'Académie des sciences,‎ 1912, p. 859-1077 (lire en ligne)
- « Les continus cycliques et la représentation conforme », Bulletin de la Société mathématique de France, vol. 70,‎ 1942, p. 97-124 (DOI 10.24033/bsmf.1340, lire en ligne)
- « Sur les fonctions dérivées sommables », Bulletin de la Société mathématique de France, vol. 43,‎ 1915, p. 161-248 (DOI 10.24033/bsmf.958, lire en ligne)